# اجتياح البوكمال
اجتياح البوكمال هو طوق عسكري فرضه الجيش السوري على مدينة البوكمال ابتداءً من يوم السبت 16 يوليو، لأسباب قالت المعارضة أنها تتعلق بقمع حركة الاحتجاجات فيها في حين قالت الحكومة أنها تعلق بالقضاء على مجموعات إرهابية تروع المواطنين. دخلَ الجيش المدينة في صباح السبت وبدأ - حسب المعارضة - بمُهاجمة المُتظاهرين الذين كانوا مُعتصمين في ما يُسمونه «ساحة الحرية»، وإثرَ تلك الأحداث انشقت أعداد كبيرة من الجنود عن الجيش وانحازت لحماية المُتظاهرين.

## الاجتياح
أفاد ناشطون يوم السبت 16 يوليو أن قوَّات تابعة للأمن العسكري جابت الساحة الرئيسية في البوكمال وأطلقت النار على مُتظاهرين مناهضين للنظام كانوا مُعتصمين فيها، مما أدى إلى مقتل 4 أشخاص وفقهم. وبحسب المعارضة فقد انشقت قوَّات من الجيش والأمن بعد هذه الأحداث وانحازت إلى المُتظاهرين، وهي تتألف من 4 طواقم مدرعات للجيش وحوالي 100 فرد من المخابرات الجويَّة، في حين ستمرَّت الحكومة بالقول بأن هناك عصابات مسلحة تقوم بأعمال تخريبيَّة في المدينة وأفادت بأن هذه العصابات قتلت 3 من رجال الأمن وأحرقت مخفر الشرطة. وفي يوم الأحد 17 يوليو بدأ الجيش السوري حسب شهود عيان بمُحاصرة المدينة، حيث طوقها حوالي 1,000 رجل من الجيش والأمن مع أعداد من الدبابات، وقامت المروحيات بعدة عمليَّات إنزال جويٍّ لجنود في البوكمال. لكن في يوم الإثنين 18 يوليو جرت مفاوضات بين وجهاء الأهالي والجيش حسب «لجان التنسيق المحليَّة في سوريا» (جهة إعلاميَّة تشكلت لتغطية الاحتجاجات)، سادَ بعدها هدوء في المدينة من جديد.
بدأت مُفاوضات في البوكمال بحلول يوم الثلاثاء 19 يوليو بين وجهاء من قبائل المدينة وقادة في الجيش حولَ فك الحصار عنها، في حين طالب قادة الجيش بتسليم عدد من المطلوبين المخربين داخلها حسب أقوالهم. وقد انتهت المفاوضات في يوم الأربعاء 20 يوليو عندما وافق وجهاء المدينة على تسليم الأسلحة وعلى توقيع المطلوبين تعهدات بعدم تكرار أعمالهم مقابل عدم دخول الجيش إليها، وقد اعتصم الأهالي في مساء اليوم ذاته معلنين عن رفضهم التام لدول الجيش.